# Clara T. Bracy
Clara T. Bracy (Londres, 1 de janeiro de 1848 — Los Angeles, 22 de fevereiro de 1941) foi uma atriz britânica, mais conhecida por seu trabalho no cinema mudo estadunidense.

## Filmografia selecionada
- Judith of Bethulia (1914)
- The Wrong Bottle (1913)
- Love in an Apartment Hotel (1913)
- Oil and Water (1913)
- Brothers (1913)
- Three Friends (1913)
- The New York Hat (1912)
- Brutality (1912)
- The Informer (1912)
- My Baby (1912)
- The Musketeers of Pig Alley (1912)
- His Trust Fulfilled (1911)
- The Fugitive (1910)
- What the Daisy Said (1910)
- The Lonely Villa (1909)
- At the Altar (1909)
- The Curtain Pole (1909)